# فوکولوز
فوکولوز (به انگلیسی: Fuculose) با فرمول شیمیایی C6H12O5 یک ترکیب شیمیایی با شناسه پاب‌کم 6857362 است. 